# Estación de Vilanova del Camí
Vilanova del Camí es una estación de la línea Llobregat-Noya situada en el municipio homónimo. Cuenta con servicios de cercanías, atendidos por las líneas R6 y R60 de FGC. La estación tuvo en 2018 un tráfico total de 38 117 pasajeros, correspondientes al servicio de cercanías

## Situación ferroviaria
La estación se encuentra en el punto kilométrico 2,59 de la línea férrea de ancho métrico Igualada-Martorell-Enlace, a 310,8 metros de altitud. Este kilometraje se inicia en la estación primigenia de Igualada y finaliza en la de Martorell-Enlace. El tramo es de vía única y está electrificado.

## Historia[4]

### Creación de la línea y primeros años
Los orígenes de la línea, se remontan a la constitución del Ferrocarril Central Catalán (F.C. de Igualada a Martorell), para comunicar las industrias igualadinas con el resto de la región mediante el enlace con los ferrocarriles de ancho ibérico en la estación de Martorell. Aunque los primeros proyectos datan de 1852 no sería hasta cuatro décadas más tarde en que Vilanova del Camí vería el primer tren que le permitiera salir de la situación en la que se encontraba debido a la inexistencia de transportes adecuados, inaugurando la estación el 29 de julio de 1893.
La compañía ferroviaria Camino de Hierro del Nordeste de España inauguró el 29 de diciembre de 1912 el tramo entre Magoria y Martorell como una línea suburbana. La dispersión de esfuerzos que representaba la existencia de tres sistemas diferentes de explotación en los ferrocarriles de vía estrecha en el Valle del Llobregat, determinó que se iniciaran las gestiones para unirlos bajo una sola autoridad. Esto no se conseguiría hasta que el 14 de julio de 1919 se constituyó la mencionada Compañía General de los Ferrocarriles Catalanes (CGFC), que poco después asumiría la explotación y construiría la línea de Martorell a Manresa, que sería a partir de entonces el nexo de unión de la red.
El Ferrocarril Central Catalán pasó a integrarse, el 10 de noviembre de 1921, en la Compañía General de Ferrocarriles Catalanes, creada en 1919. Pronto alcanzaría un carácter regional al producirse la unión con la línea de Manresa a Guardiola de Berguedá (construida a finales del s. XIX por el Tranvía o Ferrocarril Económico de Manresa a Berga) el 22 de agosto de 1924, quedando la línea Llobregat-Noya configurada en lo esencial como la conocemos hoy en día. Más tarde, el 27 de mayo de 1926 se abrió la actual estación subterránea de Barcelona-Plaza España que acercó este ferrocarril al centro de Barcelona, ya que entre 1912 y 1926 la estación de Magoria hacía de estación terminal más próxima al centro de Barcelona.

### Guerra Civil y déficit de explotación
El estallido de la Guerra Civil dejó la estación en zona republicana, el CGFC es colectivizado y administrado por un comité de trabajadores de la UGT y de la CNT, haciéndose cargo de la situación ante la huida de dirigentes y consejeros. Ante la nueva situación el gobierno republicano, que ya se había incautado de las grandes compañías ferroviarias mediante un decreto de 3 de agosto de 1936, permitió que en la práctica el control recayera en comités de obreros y ferroviarios. Con la llegada de las tropas sublevadas a Cataluña en 1939, CGFC toma de nuevo el control de la empresa. Durante los combates en la Guerra Civil muchas de las secciones, instalaciones y materiales se encontraban en mal estado y algunos no llegaron a ser rehabilitados, como el caso del enlace de Manresa entre la estación de CGFC y la estación de Manresa de la Compañía de los Caminos de Hierro del Norte de España, en la actualidad de Adif.
Al finalizar la Guerra Civil en 1939, el panorama que ofrecían la línea era desolador, ya que tanto el material como las instalaciones a duras penas podían prestar servicio. La lenta reconstrucción topó con los inconvenientes de la larga posguerra, durante la cual se obligó al ferrocarril a asumir un tráfico para el que no estaba preparado. Hay que destacar que la línea nunca fue integrada en RENFE en 1941, al no ser de ancho ibérico. No sería hasta finales de los años cincuenta cuando se inició una tímida modernización con la introducción de las primeras unidades diésel, pero sería necesario esperar hasta el Plan de Modernización (1963) para comenzar una renovación a fondo de la línea. 
De esta época datan las electrificaciones, aunque para 1968 la estación electrificada más próxima era Martorell, por lo que seguía siendo necesario el uso de locomotoras diésel en el tramo Martorell-Igualada. A partir de la década de los setenta la situación financiera de la compañía era cada vez más deficitaria, lo que motivó finalmente que el Estado, a través de FEVE asumiese la explotación en 1976. En virtud de la política entonces vigente, es decir cierre de todas las líneas deficitarias, el Gobierno Central intentó clausurar la mayor parte de la red (el F.C. Manresa-Guardiola de Berguedá, construido por el Tranvía o Ferrocarril Económico de Manresa, ya había cerrado entre 1972 y 1973) pero afortunadamente al reinstaurarse la Generalidad de Cataluña, ésta se hizo cargo, a través de la Consejería de Política Territorial y Obras Públicas, de todas las líneas en servicio de los Ferrocarriles Catalanes, nombre coloquial con el que se conocía a CGFC.

### Bajo FGC
El 5 de septiembre de 1979 se crea la entidad Ferrocarriles de la Generalidad de Cataluña, que muy pronto comenzó un ambicioso programa de modernización que incluía, entre otras actuaciones, la renovación de la práctica totalidad del material.
En 1999 se electrificó el ramal de Martorell a Igualada y entraron en servicio los trenes de la serie 213, retirándose de la circulación comercial regular los últimos trenes de viajeros diésel. Un paso importante en la línea se produjo el 9 de febrero de 2008, cuando entraron en funcionamiento los llamados metros comarcales. De esta manera, a partir de entonces había un tren cada 20 minutos en el ramal de Igualada en hora punta. En julio de 2012 se reestructuraron todos los servicios en la red, reduciendo frecuencias pero recuperando algunos trenes semidirectos entre Barcelona e Igualada mediante la línea R60. 
Las unidades 213 compartieron servicios con las unidades 211 entre los años 1999 y 2009.

## La estación[2]
La estación se transformó totalmente en 2007 con motivo de la llegada del Metro Comarcal de Noya. Dispone de dos vías con un único andén central parcialmente cubierto por una marquesina metálica. El acceso al andén se realiza a través de una pasarela peatonal sobre las vías, ya existente con anterioridad. De esta pasarela desciende una escalera y un ascensor hasta el nivel de las vías. Así mismo, el acceso a la pasarela es posible realizarlo mediante escalera o rampa. El edificio de viajeros es de dos plantas y está situado unos metros en sentido Barcelona, desplazado respecto al andén, a a la derecha de las vías (mirando en sentido Barcelona). Este edificio mantiene la función de sala de espera y venta de billetes en la planta baja, si bien queda totalmente desconectado de la zona del andén. El tramo de dos vías correspondientes a la estación dispone de una vía de escape en el costado de Igualada para evitar que un tren accidentalmente invada la vía general. Completan las instalaciones de la estación una subcentral eléctrica situada al costado de Martorell.

## Servicios ferroviarios
El horario de la estación puede consultarse en este enlace. El esquema de líneas del ferrocarril Llobregat-Noya puede descargarse de este enlace. El plano integrado de la red ferroviaria de Barcelona puede descargarse en este enlace. Todos los trenes de viajeros que circulan por la estación efectúan parada en la misma.
| << cabecera                  | < estación            | línea | estación > | cabecera >> |
| ---------------------------- | --------------------- | ----- | ---------- | ----------- |
| Línea Llobregat-Anoia de FGC |                       |       |            |             |
| Barcelona-Plaza España       | La Pobla de Claramunt |       | Igualada   | Igualada    |
| Barcelona-Plaza España       | La Pobla de Claramunt |       | Igualada   | Igualada    |